# Sukarara (Sakra Barat)
Sukarara is een bestuurslaag in het regentschap Oost-Lombok van de provincie West-Nusa Tenggara, Indonesië. Sukarara telt 6917 inwoners (volkstelling 2010).